# Maksim Tchoudinov
Pour les articles homonymes, voir Tchoudinov.
Maksim Valerievitch Tchoudinov - en russe : Максим Валерьевич Чудинов et en anglais : Maxim Chudinov - (né le 25 mars 1990 à Tcherepovets en URSS) est un joueur professionnel russe de hockey sur glace. Il évolue au poste de défenseur.

## Biographie

### Carrière en club
En 2006, il débute avec le Severstal Tcherepovets dans la Superliga. En 2008, la Superliga est remplacée par une nouvelle compétition en Eurasie, la Ligue continentale de hockey. Lors du repêchage d'entrée dans la LNH 2010, il est choisi au septième tour, à la 193e position au total par les Bruins de Boston. Le 2 mai 2012, il est échangé avec Bogdan Kisselevitch au SKA Saint-Pétersbourg en retour d'une compensation financière.

### Carrière internationale
Il représente la Russie au niveau international. Il a participé aux sélections jeunes. Il fait sa première apparition en senior le 11 novembre 2010 avec l'équipe de Russie B contre l'Ukraine au cours d'une manche de l'Euro Ice Hockey Challenge. Il honore sa première sélection senior avec la Russie A le 1er avril 2011 lors d'un match amical face à la Biélorussie.

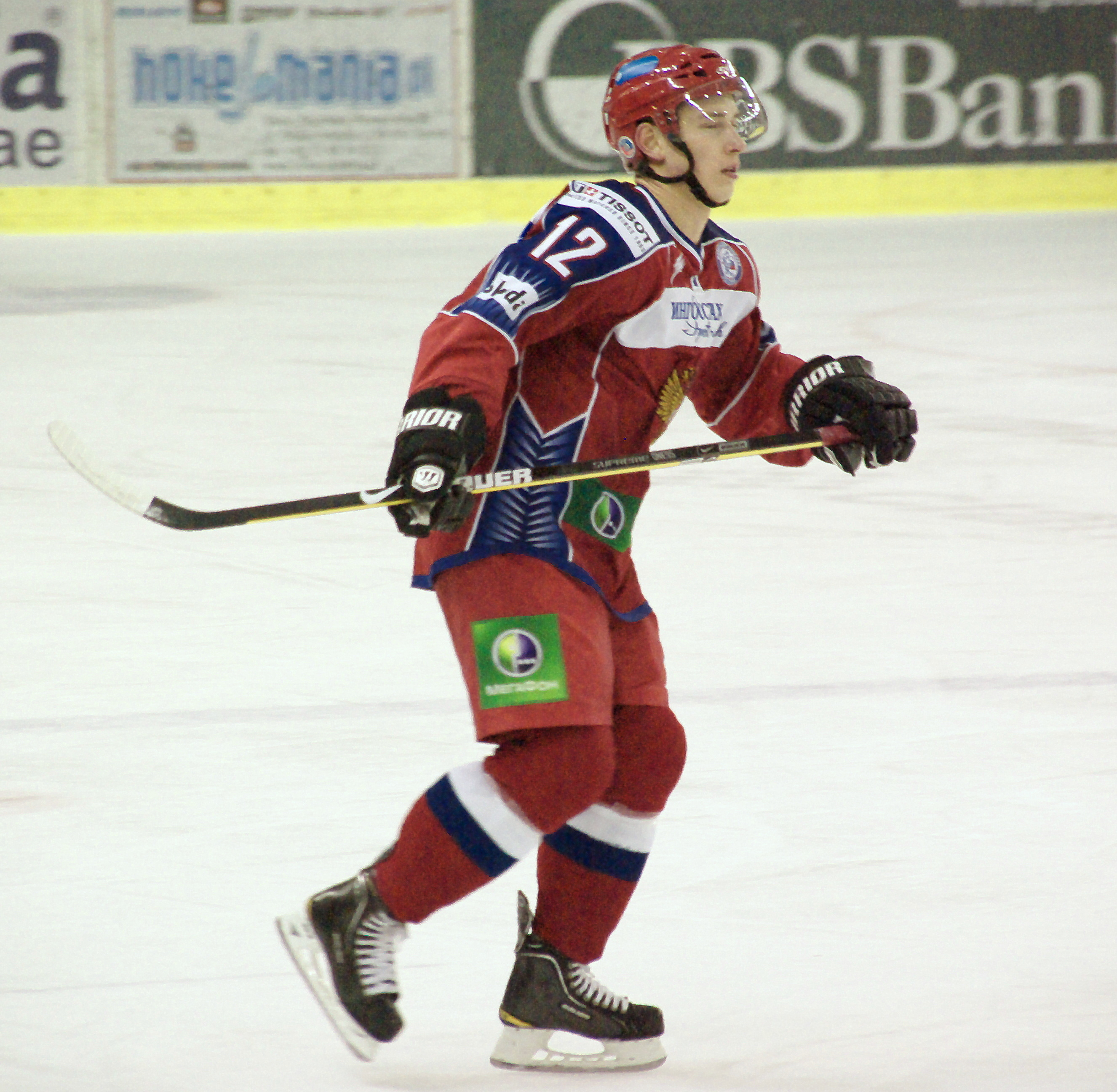
Tchoudinov avec la Russie 2 en 2010.

## Trophées et honneurs personnels

### Championnat de Russie moins de 15 ans
- 2005 : désigné meilleur défenseur[2].

### Ligue continentale de hockey
- 2012 : participe au quatrième Match des étoiles avec la conférence Ouest.

## Statistiques

### En club
| Saison    | Équipe                   | Ligue        |                   | Saison régulière  | Saison régulière  | Saison régulière  | Saison régulière  | Saison régulière |   | Séries éliminatoires | Séries éliminatoires | Séries éliminatoires | Séries éliminatoires | Séries éliminatoires |
| Saison    | Équipe                   | Ligue        | PJ                | B                 | A                 | Pts               | Pun               | PJ               | B | A                    | Pts                  | Pun                  |                      |                      |
| 2005-2006 | Severstal Tcherepovets 2 | Pervaïa liga |                   |                   |                   |                   |                   |                  |   |                      |                      |                      |                      |                      |
| 2006-2007 | Severstal Tcherepovets 2 | Pervaïa Liga |                   |                   |                   |                   |                   |                  |   |                      |                      |                      |                      |                      |
| 2006-2007 | Severstal Tcherepovets   | Superliga    | 2                 | 0                 | 0                 | 0                 | 0                 | 3                | 0 | 0                    | 0                    | 2                    |                      |                      |
| 2007-2008 | Severstal Tcherepovets   | Superliga    | 18                | 0                 | 0                 | 0                 | 10                | 1                | 0 | 0                    | 0                    | 0                    |                      |                      |
| 2008-2009 | Severstal Tcherepovets   | KHL          | 26                | 0                 | 0                 | 0                 | 14                |                  |   |                      |                      |                      |                      |                      |
| 2009-2010 | Severstal Tcherepovets   | KHL          | 47                | 6                 | 7                 | 13                | 30                |                  |   |                      |                      |                      |                      |                      |
| 2009-2010 | Almaz                    | MHL          | 4                 | 0                 | 1                 | 1                 | 12                | 2                | 0 | 1                    | 1                    | 4                    |                      |                      |
| 2010-2011 | Severstal Tcherepovets   | KHL          | 52                | 8                 | 15                | 23                | 30                | 6                | 0 | 2                    | 2                    | 4                    |                      |                      |
| 2010-2011 | Almaz                    | MHL          | -                 | -                 | -                 | -                 | -                 | 5                | 2 | 2                    | 4                    | 8                    |                      |                      |
| 2011-2012 | Severstal Tcherepovets   | KHL          | 52                | 9                 | 26                | 35                | 62                | 6                | 0 | 2                    | 2                    | 10                   |                      |                      |
| 2012-2013 | SKA Saint-Pétersbourg    | KHL          | 47                | 2                 | 8                 | 10                | 46                | 12               | 1 | 1                    | 2                    | 6                    |                      |                      |
| 2013-2014 | SKA Saint-Pétersbourg    | KHL          | 50                | 7                 | 11                | 18                | 44                | 10               | 0 | 1                    | 1                    | 11                   |                      |                      |
| 2014-2015 | SKA Saint-Pétersbourg    | KHL          | 51                | 5                 | 12                | 17                | 56                | 21               | 1 | 8                    | 9                    | 20                   |                      |                      |
| 2015-2016 | SKA Saint-Pétersbourg    | KHL          | 56                | 8                 | 10                | 18                | 87                | 15               | 1 | 4                    | 5                    | 6                    |                      |                      |
| 2017-2018 | SKA Saint-Pétersbourg    | KHL          | 14                | 0                 | 2                 | 2                 | 56                | -                | - | -                    | -                    | -                    |                      |                      |
| 2017-2018 | Avangard Omsk            | KHL          | 31                | 5                 | 11                | 16                | 50                | 7                | 2 | 2                    | 4                    | 2                    |                      |                      |
| 2018-2019 | Avangard Omsk            | KHL          | 59                | 9                 | 10                | 19                | 22                | 19               | 3 | 4                    | 7                    | 4                    |                      |                      |
| 2019-2020 | Avangard Omsk            | KHL          | 12                | 2                 | 2                 | 4                 | 6                 | -                | - | -                    | -                    | -                    |                      |                      |
| 2020-2021 | Avangard Omsk            | KHL          | 32                | 2                 | 6                 | 8                 | 16                | -                | - | -                    | -                    | -                    |                      |                      |
| 2022-2023 | Ak Bars Kazan            | KHL          | 7                 | 0                 | 1                 | 1                 | 2                 | -                | - | -                    | -                    | -                    |                      |                      |
| 2022-2023 | HK Spartak Moscou        | KHL          | 33                | 3                 | 2                 | 5                 | 24                | -                | - | -                    | -                    | -                    |                      |                      |
| 2023-2024 | Admiral Vladivostok      | KHL          | Saison en cours ? | Saison en cours ? | Saison en cours ? | Saison en cours ? | Saison en cours ? |                  |   |                      |                      |                      |                      |                      |

### En équipe nationale
| Année | Compétition                          |    | PJ | B | A | Pts | Pun | +/-                |  | Résultat |
| 2007  | Championnat du monde moins de 18 ans | 7  | 2  | 2 | 4 | 8   | 0   | Médaille d'or      |  |          |
| 2008  | Championnat du monde moins de 18 ans | 6  | 1  | 4 | 5 | 27  | +5  | Médaille d'argent  |  |          |
| 2008  | Championnat du monde junior          | 7  | 1  | 0 | 1 | 0   | +4  | Médaille de bronze |  |          |
| 2009  | Championnat du monde junior          | 7  | 0  | 5 | 5 | 6   | +4  | Médaille de bronze |  |          |
| 2010  | Championnat du monde junior          | 6  | 2  | 2 | 4 | 6   | +2  | Sixième de l'élite |  |          |
| 2014  | Championnat du monde                 | 10 | 0  | 1 | 1 | 4   | +1  | Médaille d'or      |  |          |
| 2015  | Championnat du monde                 | 10 | 1  | 3 | 4 | 4   | 0   | Médaille d'argent  |  |          |
| 2016  | Championnat du monde                 | 9  | 1  | 3 | 4 | 4   | +8  | Médaille de bronze |  |          |